# Georges Paillard
Georges Paillard (Sainte-Gemmes-d'Andigné, 12 de febrer de 1904 - Angers, 22 d'abril de 1998) va ser un ciclista francès. Com a ciclista amateur va prendre part en els Jocs Olímpics de 1920. Fou professional entre 1923 i 1939. Es va especialitzar en el mig fons, on va aconseguir dos Campionats del món en d'aquesta especialitat.

## Palmarès en pista
- 1928
  -  Campió de França de Mig fons
- 1929
  -  Campió del món de Mig Fons
  -  Campió de França de Mig fons
- 1930
  -  Campió de França de Mig fons
- 1931
  -  Campió de França de Mig fons
- 1932
  -  Campió del món de Mig Fons
  -  Campió de França de Mig fons
- 1934
  -  Campió de França de Mig fons

## Palmarès en ruta
- 1937
  - 1r al Critèrium dels Asos